# Jamie Lynn Spears
Jamie Lynn Marie Spears (4 d'abril de 1991, McComb (Mississipi) és una actriu, cantant, compositora, model i empresària estatunidenca, germana de la cantant Britney Spears, coneguda per protagonitzar la sèrie de televisió ja culminada Zoey 101 i per les aparicions en el show de Nickelodeon All That.

## Filmografia
- 2002-2004: All That - Actuació Regular
- 2002: Crossroads - Jove Lucy Wagner
- 2005-2008: Zoey 101 - Zoey Brooks
- 2008: Miss Guided - Mandy

## Premis

### Premis Kids Choice,EUA
- 2008 Actriu de Tv preferida - Nominada
- 2007 Actriu de Tv preferida- Nominada
- 2006 Actriu de Tv preferida - guanyadora
- 2004 Actriu de Tv preferida - Nominada

### Premis Teen Choice
- 2005 Millor actuació femenina en TV - Nominada

### Premis Young Artist
- 2007 Millor actuació en TV d'un actor/actriu jove - Guanyadora
- 2006 Millor actuació en TV d'un actor/actriu jove - Guanyadora
- 2005 Millor actuació en TV d'un actor/actriu jove - Nominada

### Premis Young Hollywood
- 2005 One to Watch femení - Guanyadora[1]